# Негорельский сельсовет
Негоре́льский сельсовет (бел. Негарэльскі сельсавет) — административная единица на территории Дзержинского района Минской области Беларуси. Административный центр — посёлок Энергетиков.

## Географическая характеристика
Общая площадь территории сельсовета составляет более 146 км², расположен юго-западной части Дзержинского района Минской области. На севере Негорельский сельсовет граничит с Боровским и Дзержинским сельсоветами, на юге — с Узденским и Неманским сельсоветами Узденского района. На востоке проходит административная граница со Станьковским сельсоветом, а на западе с Новоколосовским и Рубежевичским сельсоветами Столбцовского района. Расстояние от административного центра сельсовета до районного центра составляет 13 километров.
Негорелое и посёлок Энергетиков с окрестностями расположены на склонах Минской возвышенности, а средняя высота над уровнем моря составляет примерно 190—210 м. Через территорию сельсовета протекает река Перетуть, со своими притоками Еленка и Синицкой. Основную часть, а именно 54 % территории сельсовета занимают густые леса, которые расположены в основном в западной части региона, среди которых преобладает сосна (57,6 %). Леса относятся к Негорельскому лесничеству Негорельского учебно-опытного лесхоза. На северо-восточной части Негорельского сельсовета в основном расположены разнообразные сельскохозяйственные угодья и полевая растительность.
На территории сельсовета проходит автомагистраль М1E 30 (Брест—Москва), а также железнодорожная трасса того же направления. Две эти магистрали разделяют Негорельский сельсовет на две части. Другими основными автомобильными дорогами, проходящими по территории сельсовета являются Н9531 (Негорелое—Самохваловичи), Н8425 (Негорелое—Дзержинск) и Р68 (Энергетиков—Узда—Марьина Горка).

## История
До создания в 1924 году Негорельского сельсовета, вся его территория входила в состав Рудицкой волости (на 1870 год). Минского уезда Минской губернии. Волость принадлежала графам Чапским, а до них — Абламовичам и Радзивиллам. До второго раздела Речи Посполитой в 1793 году волость входила в состав Минского повета Минского воеводства, после — в составе Российской империи.
С 9 марта 1918 года в составе провозглашённой Белорусской Народной Республики, однако фактически находилась под контролем германской военной администрации. С 1 января 1919 года в составе Советской Социалистической Республики Белоруссия, а с 27 февраля того же года в составе Литовско-Белорусской ССР, во время советско-польской войны, с июля 1919 года по июль 1920 года, Негорелое было оккупировано польскими войсками и административно было подчинено Минскому округу Гражданского управления восточных земель. После 1920 года под управлением Рудицкого волостного Совета рабочих, солдатских и крестьянских депутатов. После размежевания советских и польских войск, на «нейтральной зоне» несколько дней существовала так называемая «Койдановская независимая республика».
20 августа 1924 года создан Негорельский сельсовет в составе Койдановского района Минской округа. 15 марта 1932 года район реорганизован в Койдановский национальный польский район. 29 июня 1932 года район переименован в Дзержинский. 31 июля 1937 года район упразднен, сельсовет присоединен к Минскому району. 4 февраля 1939 года сельсовет передан восстановленному Дзержинскому району. В 1938 году, после того, как Негорелое стало городским посёлком, северная часть территории передана под управление Негорельского поселкового совета.
Во время немецко-фашистской оккупации, территория сельсовета была подчинена крайсгебиту Минск-ланд гауптгебита Минск (с 1 сентября 1941 года) генерального округа Белорутения рейхскомиссариата Остланд. От захватчиков территория была освобождена 6 июля 1944 года.
30 октября 2009 года в состав сельсовета переданы все населенные пункты — деревни Адасевщина, Гарбузы, Колодники, Коморовщина, Каменка, Клочки, Мостище, Мельковичи, Микуличи, Пожежино, Павловщина, Рудня, Старина, Чурилы и посёлки Клочки, Негорелое — из состава ликвидированного Негорельского поссовета.

## Состав сельсовета

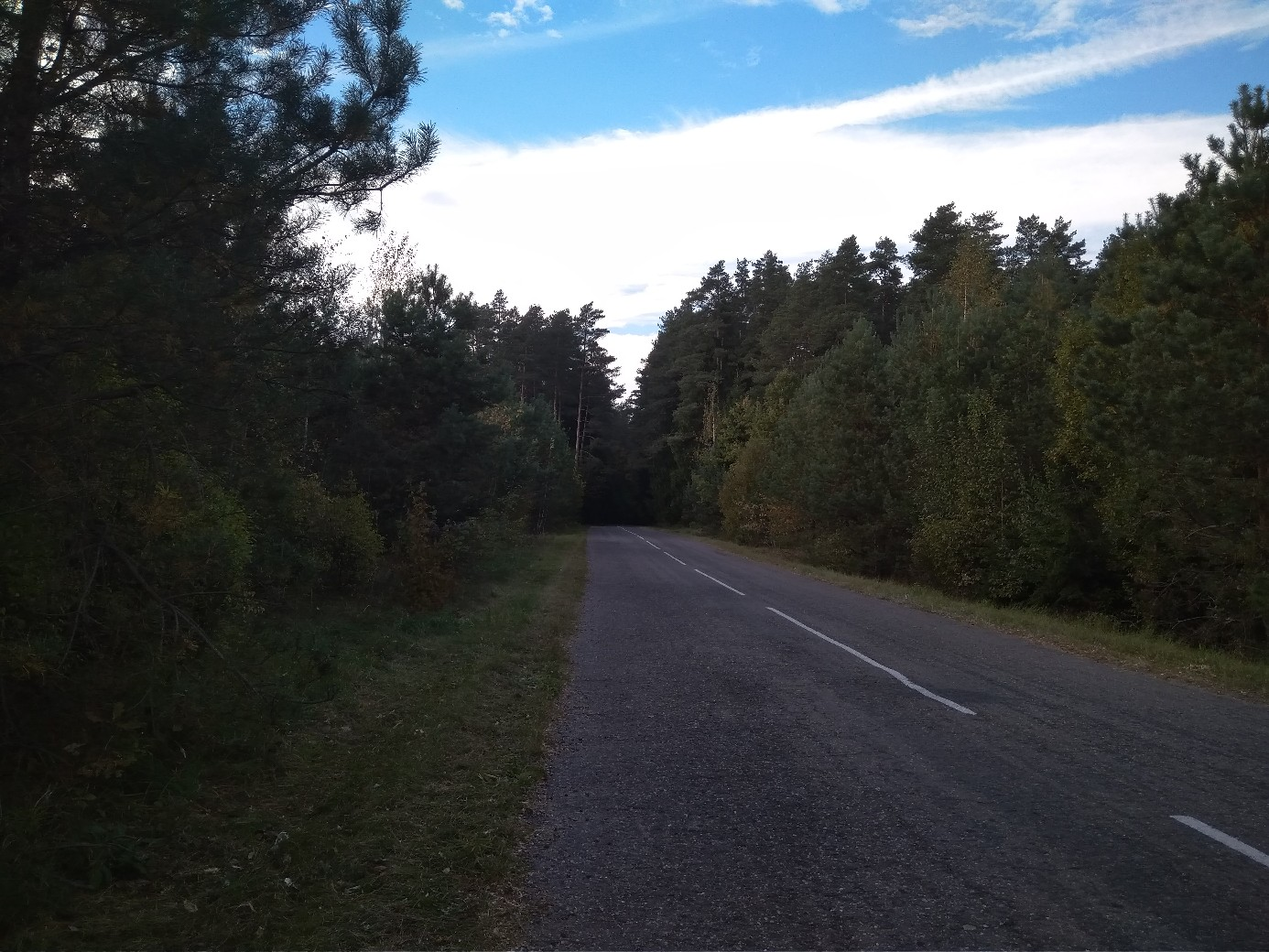
Лесной пейзаж Негорельского сельсовета (автодорога Гарбузы—Старина)

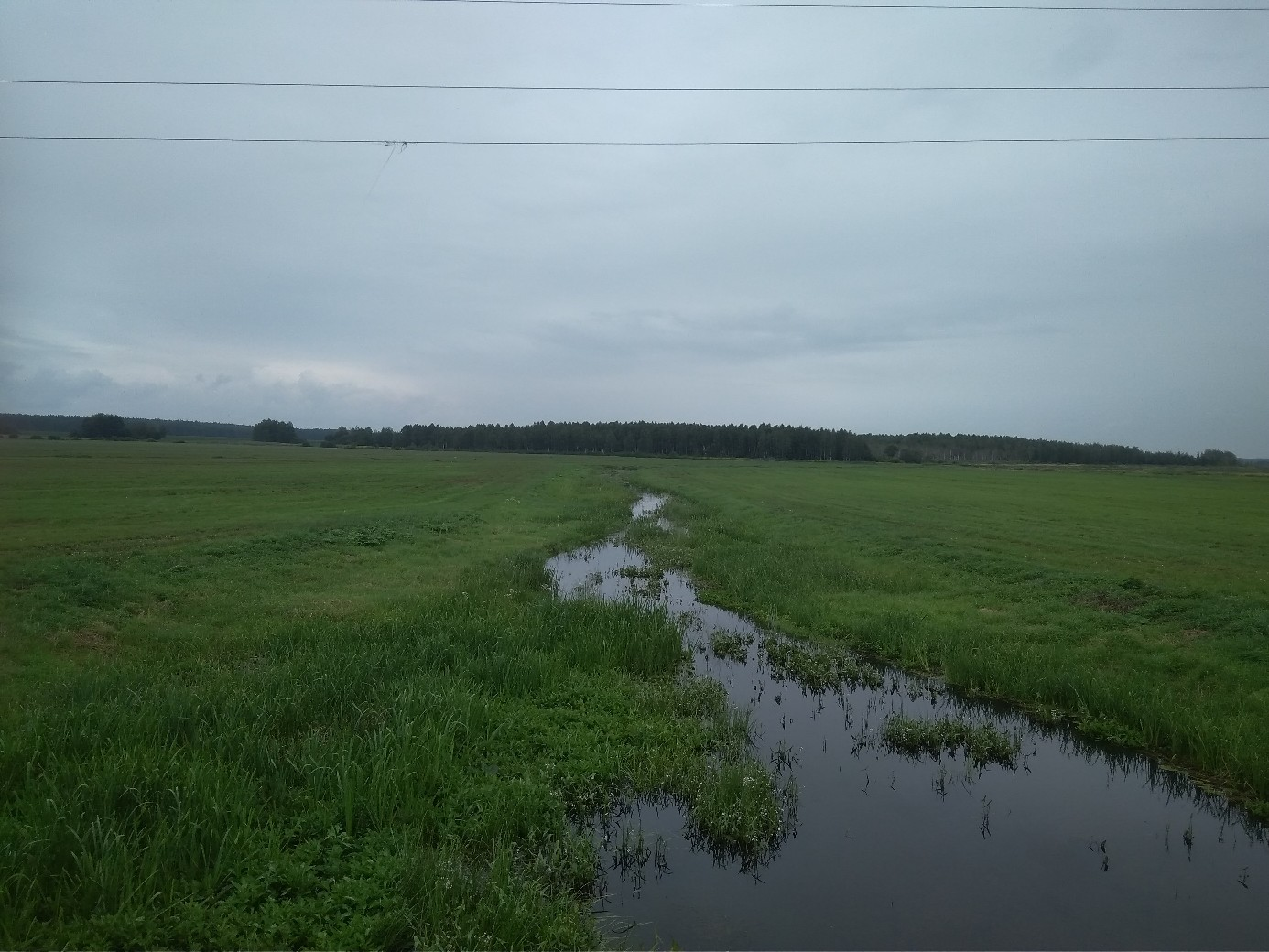
река Перетуть, около деревни Логовище

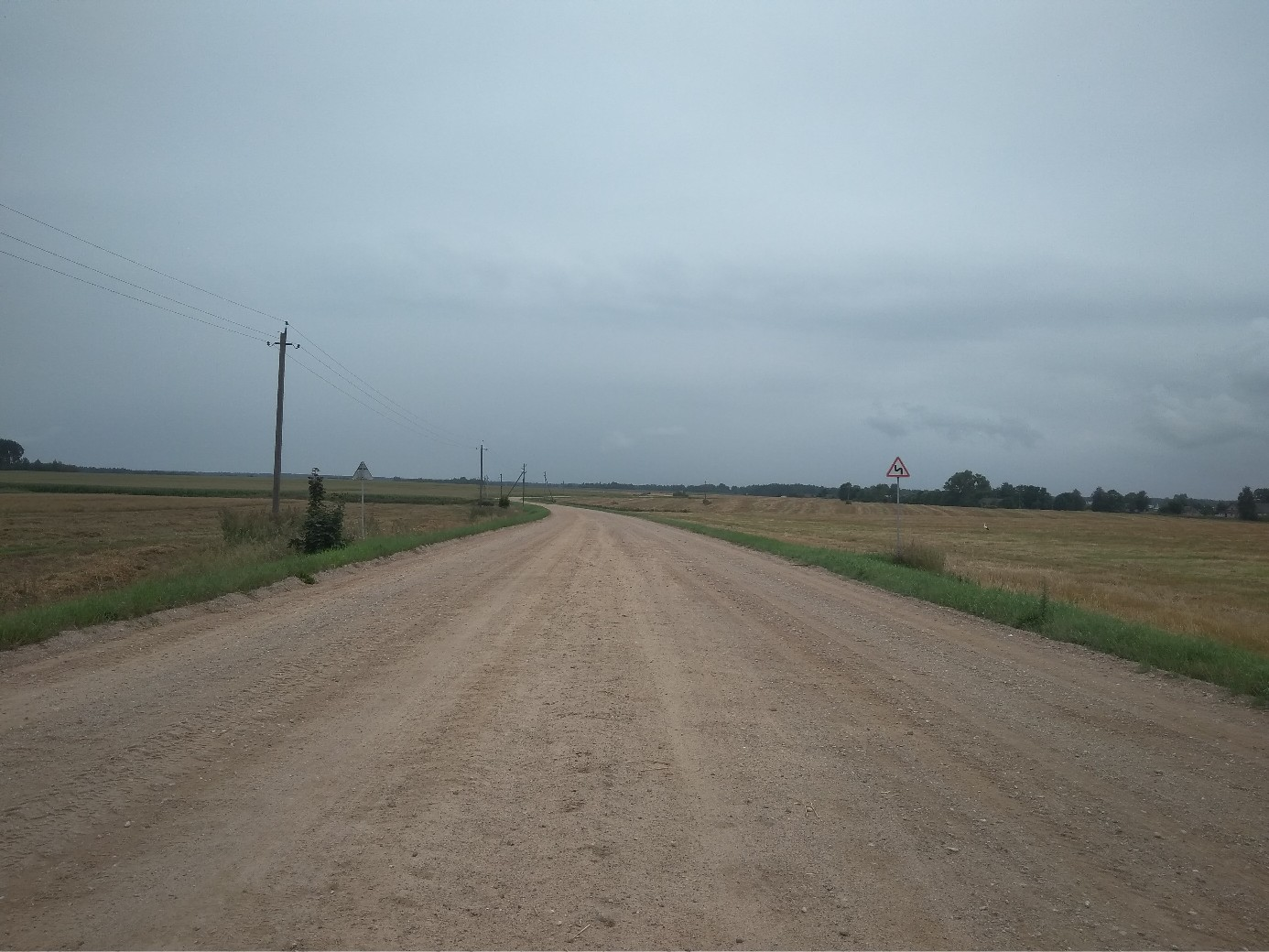
Полевой пейзаж Негорельского сельсовета

| №   | Название         | (бел. )          | Статус      | Население (2022) |
| --- | ---------------- | ---------------- | ----------- | ---------------- |
| 1.  | Адасевщина       | Адасеўшчына      | деревня     | ↗ 6              |
| 2.  | Гарбузы          | Гарбузы          | деревня     | ↘ 298            |
| 3.  | Городилово       | Гарадзілава      | деревня     | ↘ 9              |
| 4.  | Городище         | Гарадзішча       | посёлок     | ↘ 135            |
| 5.  | Загатье          | Загацце          | посёлок     | → 2              |
| 6.  | Зубревичи        | Зубрэвічы        | деревня     | ↘ 27             |
| 7.  | Зубровщина       | Зуброўшчына      | посёлок     | ↘ 1              |
| 8.  | Каменка          | Каменка          | деревня     | → 50             |
| 9.  | Клочки           | Клачкі           | посёлок     | ↘ 232            |
| 10. | Клочки           | Клачкі           | деревня     | ↗ 159            |
| 11. | Колодники        | Калоднікі        | деревня     | ↗ 101            |
| 12. | Комаровщина      | Камароўшчына     | деревня     | ↘ 11             |
| 13. | Ливье            | Ліўе             | деревня     | ↗ 8              |
| 14. | Логовище         | Логавішча        | деревня     | ↘ 198            |
| 15. | Мельковичи       | Мелькавічы       | деревня     | ↗ 21             |
| 16. | Микуличи         | Мікулічы         | деревня     | ↘ 74             |
| 17. | Мостище          | Масцішча         | деревня     | ↘ 25             |
| 18. | Негорелое        | Негарэлае        | агрогородок | ↘ 778            |
| 19. | Новая Мезеновка  | Новая Мезенаўка  | деревня     | ↘ 8              |
| 20. | Павловщина       | Паўлаўшчына      | деревня     | ↗ 19             |
| 21. | Пожежино         | Пажэжына         | деревня     | → 4              |
| 22. | Рудня            | Рудня            | деревня     | ↗ 404            |
| 23. | Скородное        | Скароднае        | деревня     | → 9              |
| 24. | Старая Мезеновка | Старая Мезенаўка | деревня     | ↘ 4              |
| 25. | Старина          | Старына          | деревня     | ↗ 25             |
| 26. | Цагельное        | Цагельнае        | посёлок     | ↘ 7              |
| 27. | Чурилы           | Чурылы           | деревня     | ↘ 65             |
| 28. | Энергетиков      | Энергетыкаў      | посёлок     | ↘ 2732           |

 Административный центр сельсовета

## Население
| Национальный состав населения (на 2009 год) | Национальный состав населения (на 2009 год) | Национальный состав населения (на 2009 год) | Национальный состав населения (на 2009 год) | Национальный состав населения (на 2009 год) |
| Национальность (чел.)                       |                                             |                                             | %                                           |                                             |
| ------------------------------------------- | ------------------------------------------- | ------------------------------------------- | ------------------------------------------- | ------------------------------------------- |
| белорусы — 4 832 чел.                       |                                             |                                             | 87.77 %                                     |                                             |
| русские — 478 чел.                          |                                             |                                             | 8.68 %                                      |                                             |
| украинцы — 86 чел.                          |                                             |                                             | 1.56 %                                      |                                             |
| поляки — 58 чел.                            |                                             |                                             | 1.05 %                                      |                                             |
| другие — 51 чел.                            |                                             |                                             | 0.92 %                                      |                                             |
| всего — 5 505 чел.                          |                                             |                                             | 100.0 %                                     |                                             |

Численность населения — 5 412 человек (на 1 января 2022 года). В сравнении с аналогичным периодом 2020 года, количество жителей уменьшилось на 118 человек (−2,1 %). Население Негорельского сельсовета составляет 7,94 % от численности населения Дзержинского района.
| Численность населения (по годам) | Численность населения (по годам) | Численность населения (по годам) | Численность населения (по годам) | Численность населения (по годам) | Численность населения (по годам) |
| 1999                             | 2009                             | 2017                             | 2018                             | 2020                             | 2022                             |
| -------------------------------- | -------------------------------- | -------------------------------- | -------------------------------- | -------------------------------- | -------------------------------- |
| 5749                             | ↘5505                            | ↗5534                            | ↗5541                            | ↘5530                            | ↘5412                            |

## Экономика
Сельскохозяйственные предприятия
- КСУП «Логовище-Агро»
- Негорельский КХП агрокомбината «Дзержинский»
- КХ «Коховича А.Д.»[5]

Промышленные предприятия
- Филиал «МК-3» ОАО «Западэлектросетьстрой»
- «Негорельский ульевой воскоперерабатывающий завод»
- Филиал БГТУ «Негорельский учебно-опытный лесхоз»

## Культура
- Музей истории станции Негорелое в аг. Негорелое